# Elettrochirurgia

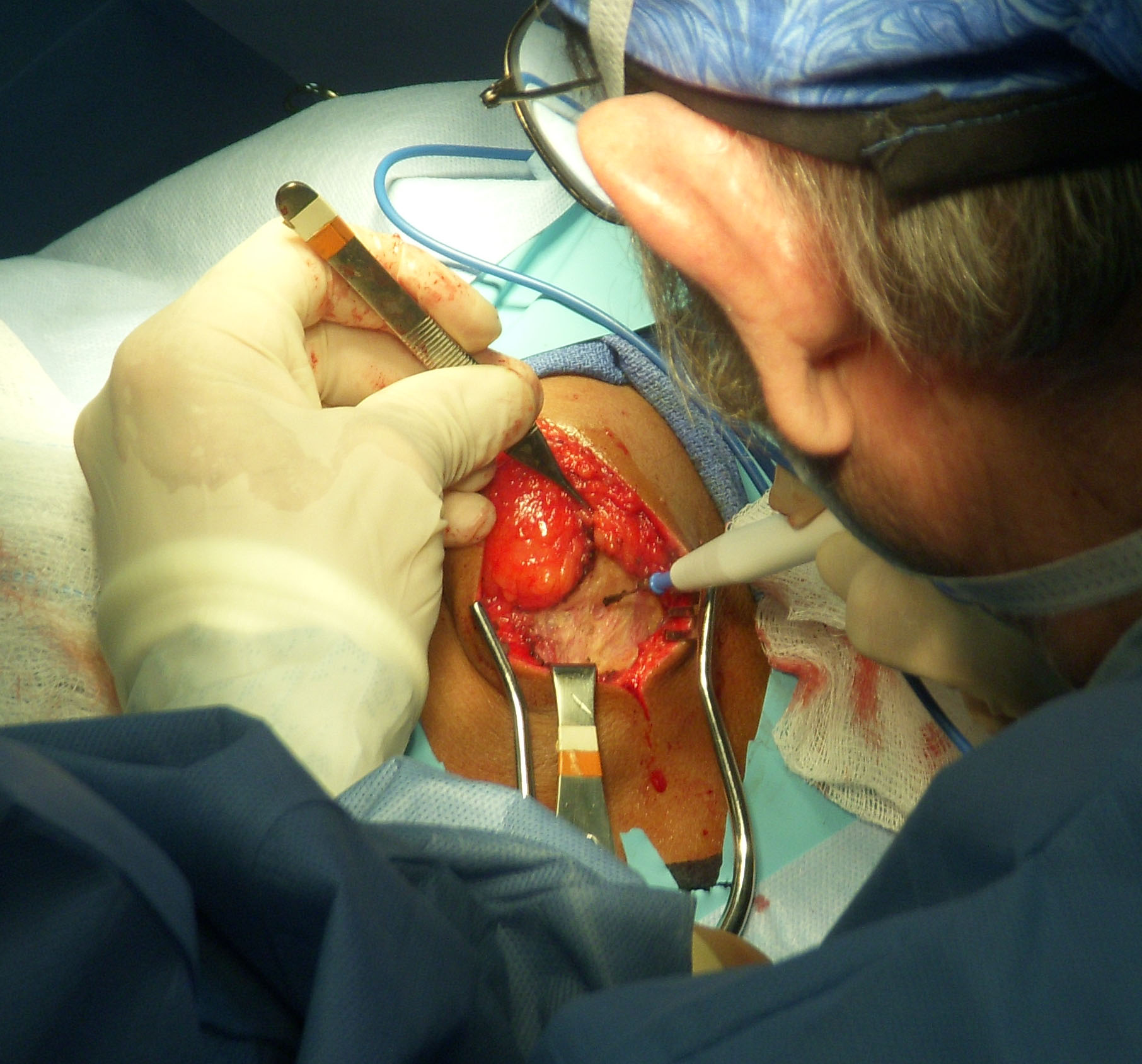

L'elettrochirurgia o diatermia chirurgica è una tecnica chirurgica che impiega la corrente elettrica ad alta frequenza (HF) per realizzare il taglio, l'ablazione e/o il coagulo in modo rapido e semplice.

## La storia
Lo sviluppo del primo dispositivo elettrochirurgico è accreditato a William T. Bovie, che sviluppò il primo generatore per elettrochirurgia mentre si trovava all'Università di Harvard. Il primo uso di un generatore elettrochirurgico in una sala operatoria si è verificato il 1º ottobre 1926 al Peter Bent Brigham Hospital di Boston, Massachusetts, per opera del chirurgo Harvey Cushing. Con gli anni a venire si ebbero diversi miglioramenti a questa tecnologia, ma il Dott. Bovie non beneficiò mai dei proventi dell'invenzione in quanto vendette il brevetto per il prezzo simbolico di 1$ all'azienda Leibal-Flarsheim.

## La strumentazione
Lo strumento in grado di realizzare simultaneamente l'azione di taglio/ablazione e di coagulo dei tessuti per effetto termico è detto elettrobisturi. Esso è composto essenzialmente da:
- un generatore di segnali ad elevata frequenza (0,4-5 MHz)
- un elettrodo attivo opportunamente sagomato detto “manipolo”. La forma dell'elettrodo attivo varia notevolmente a seconda delle esigenzeː es. ago, lama, cappio, sfera ecc.
- un elettrodo di ritorno detto “neutro” o "indifferente"

### Tecniche di applicazione
La corrente elettrica può essere applicata in maniera:
1. monopolare, per mezzo di un elettrodo attivo di piccola superficie e di un elettrodo neutro di ampia superficie che viene posizionato lontano dall'area dell'operazione. A basse potenze (<50W) può non venir applicato l'elettrodo neutro, visto che il circuito elettrico si chiude attraverso le capacità parassite tra il paziente e la terra. Poiché vengono utilizzate basse potenze, le correnti che vengono scaricate attraverso il corpo non producono danni.
2. bipolare, per mezzo di un solo elettrodo bipolare, ad esempio una pinza emostatica le cui asticelle sono isolate l'una dall'altra, o di 2 elettrodi dove anche l'elettrodo "neutro" viene posizionato nell'area dell'operazione, ad esempio dalla parte opposta della massa da rescindere,
3. folgorazione con gas, tra manipolo attivo non a contatto ed i tessuti si sviluppa una scintilla, cioè un canale conduttivo dove il gas interposto diventando plasma raggiunge temperature altissime (migliaia di gradi). Per impedire la formazione di specie reattive nell'alta chirurgia l'aria viene sostituita da gas inerti come l'argon.

## Il meccanismo
La prima incisione viene comunque effettuata con il bisturi a coltello in modo che i lembi della ferita siano lisci e combacino perfettamente.
Quindi, la realizzazione sia del taglio che del coagulo si ottiene sfruttando il calore profondo dovuto alla diatermia, sui tessuti non conduttivi, combinata con l'effetto Joule sui tessuti conduttivi: l'energia dissipata dal conduttore percorso da corrente viene assorbita dai tessuti trasformandosi in calore. Esso provoca nelle cellule del tessuto tre diverse trasformazioni a seconda dalla temperatura raggiunta.
Le dimensioni ridotte degli elettrodi fanno sì che la densità di corrente nella zona di contatto sia assai elevata, sviluppando una grande quantità di calore in un tempo brevissimo.
Scegliendo opportunamente il tipo di elettrodo, la velocità di movimento, la intensità della corrente e la forma d'onda si possono ottenere:
1. Effetto di taglio dei tessuti
2. Effetto coagulo
3. Effetto combinato taglio e coagulo

### Taglio
Nel taglio l'elettrodo attivo è a punta e la forma d'onda utilizzata è sinusoidale, ad ampiezza costante.
La temperatura raggiunta è elevata (maggiore di 100 °C), portando ad ebollizione l'acqua contenuta nelle cellule e nei liquidi extra-cellulari. L'aumento di pressione all'interno delle cellule ne provoca l'esplosione, determinando la separazione dei tessuti. Il calore sviluppato localmente viene dissipato tramite l'evaporazione dell'acqua e, anche a causa della rapidità del fenomeno, non si propaga verso i tessuti circostanti.
L'effetto emostatico è modesto.

### Coagulo
Per ottenere la coagulazione l'elettrodo attivo è alimentato da una corrente intermittente, in modo che la quantità di calore sviluppato non produca l'esplosione (e quindi la distruzione) delle cellule, ma solo un loro riscaldamento, con conseguente fuoriuscita di acqua dalla membrana cellulare.
Quando la temperatura sale per il calore generato dall'effetto Joule si ha la solidificazione parziale dei liquidi organici (coagulazione termica). In particolare la fibrina, solidificando, ostruisce i vasi sanguigni, arrestandone l'emorragia.
La coagulazione può essere ottenuta per:
- essiccazione: l'elettrodo viene alimentato con basse tensioni in modo da evitare scintille, viene posto a diretto contatto del tessuto e la quantità di calore sviluppata lo essicca.
- folgorazione: l'elettrodo viene alimentato con tensioni più alte tali da provocare uno o più archi elettrici, che causano la necrosi e vaporizzazione del tessuto. Dato che la corrente che alimenta l'elettrodo è intermittente, gli archi elettrici si generano, si estinguono e si riformano in luoghi sempre diversi. Il calore viene così distribuito su una superficie di tessuto assai ampia.

### Taglio e coagulo
Dosando opportunamente i parametri che concorrono a formare la forma d'onda è possibile ottenere una condizione ottima per il taglio e coagulo contemporaneo.